# Linosa
Linosa es una de las tres islas del archipiélago italiano de las Pelagias. Con 5,43 km² y 420 habitantes, está ubicada a 42 km al NE de Lampedusa, con la que forma una "comune" de la provincia de Agrigento.
De origen volcánico y con poca vegetación, el paisaje es muy pintoresco con sus casas pintadas muy vivamente. Sus habitantes se dedican principalmente a la pesca y a la agricultura.

## Medio Ambiente
Linosa es parte, junto con Lampedusa y Lampione, de la Reserva marina Islas Pelagie, instituida el 2002.